# 山崎覚次郎

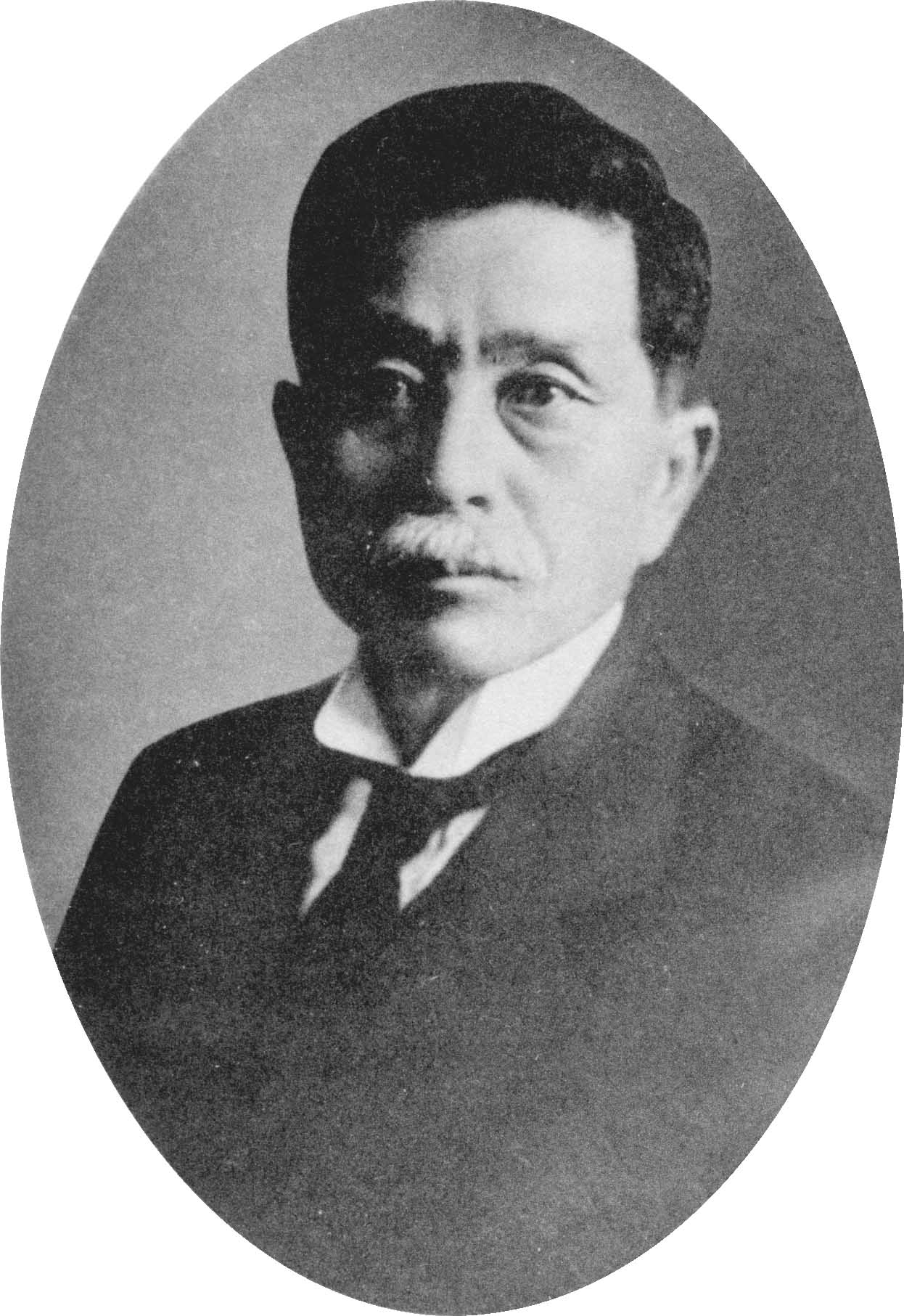
山崎覚次郎

山崎 覚次郎（やまざき かくじろう、慶応4年6月15日〈1868年8月3日〉 - 昭和20年〈1945年〉6月28日）は、日本の経済学者。法学博士。東京帝国大学経済学部長。専門は貨幣論、金融論。

## 経歴
静岡県掛川に父･徳次郎の長男として生まれる。冀北学舎を経て、明治22年（1889年）東京帝国大学政治科卒業、大学院で研究する。
東京帝大法科助教授、経済学部教授等を歴任し、のち経済学部長。社会政策学会で指導的役割をはたし、退官後は中央大学教授、日銀顧問、金融学会初代理事会長をつとめた。1913年（大正2年）5月29日、帝国学士院会員となる。
東大時代の教え子である賀屋興宣（大蔵次官、大蔵大臣）は山崎の貨幣論に感銘を受け、山崎の理論に依拠して日本銀行法を作ったと述べている。墓所は染井霊園。

## 栄典
- 1924年（大正13年）6月30日 - 勲二等瑞宝章[3]
- 1927年（昭和2年）10月15日 - 従三位[4]

## 著作
- 『貨幣銀行問題一斑』
- 『限界効用学説史』など

## 親族
妻千代は法学博士桑田熊蔵の妹。四男英吉の妻富美子は日本商工会議所会頭、王子製紙社長等を歴任した足立正の次女。六男徳郎は静岡大学文理学部助教授を経て教育学部教授。徳郎の妻は、文部大臣一木喜徳郎の孫娘尾崎孝子。桑田熊蔵の娘、二葉は英吉、徳郎の従姉妹にあたる。二葉は、自民党町村派領袖の町村信孝の母。